# 豊島岡女子学園中学校・高等学校
豊島岡女子学園中学校・高等学校（としまがおかじょしがくえんちゅうがっこう・こうとうがっこう）は、東京都豊島区東池袋に所在し、中高一貫教育を提供する私立女子中学校・高等学校である。
高等学校において、かつては中学校から入学した内部進学の生徒と高等学校から入学した外部進学の生徒との間で、第3学年で混合してクラスを編成する併設混合型中高一貫校であったが、高校の生徒募集は2021年度で終了し、2022年度から完全中高一貫校となった。

## 概要
1892年5月1日、河村ツネと2人の娘が東京府東京市牛込区下宮比町に東京女子裁縫専門学校を設立する。1898年に校舎を牛込区新小川町に移転し、1904年に東京家政女学校と改称する。1924年に牛込区弁天町で牛込高等女学校を開校する。東京大空襲で牛込の校舎が全焼し、1947年に現在地へ移転し、豊島岡女子学園と校名変更する。
日本経済新聞STOCKリーグ部門賞（2005年）受賞やコーラス部の全日本合唱コンクールやNHK全国学校音楽コンクールにおける全国大会出場などの実績がある。
試験のとき以外は毎朝5分間の「運針」の時間がある。

## 沿革

### 戦前
- 1892年（明治25年）5月1日 - 河村ツネと2人の娘が東京府東京市牛込区下宮比町（現：新宿区下宮比町）に東京女子裁縫専門学校[2]を創設。
- 1898年（明治31年）- 校舎を牛込区新小川町（現：新宿区新小川町）に移転。
- 1904年（明治37年）- 東京家政女学校に校名変更。
- 大正初期（不詳）- 校章が作られる（柏と梅）[5]。
- 1924年（大正13年）
  - 2月18日 - 文部省より東京市牛込区弁天町（現：新宿区弁天町）に牛込高等女学校を設置し、4月より開校の許可[6]。
  - 4月 - 東京市牛込区弁天町に牛込高等女学校を開校。
- 1928年（昭和3年）
  - 3月10日 - 文部省より東京市牛込区弁天町に東京家政女学校を設置し、4月より開校の許可[7]。
  - 4月 - 東京市牛込区弁天町に東京家政女学校を開校[7]。
- 1932年（昭和7年）- 文部省より東京家政女学校の廃止の認可[8]。
- 1933年（昭和8年）3月 - 東大教授を定年退官した二木謙三が、牛込高等女学校の経営に参加[9]。
- 1936年（昭和11年）- 東京家政女学校を廃止[8]。
- 1940年（昭和15年) - 二木謙三が牛込高等女学校の第四代目校長に、第三代目理事長に就任[9][10]。
- 1944年（昭和19年）3月 - 豊島区日出町三丁目（現：東池袋一丁目）[注 1]に牛込の借用校地と別に学校用地を買収[9][注 2]。
- 1945年（昭和20年）
  - 4月12-13日 - 城北大空襲により当時の区の人口の7割が被災者した[注 3]。
  - 5月25日 - 東京大空襲により日出町の校舎が全焼[9]。

### 戦後
- 1947年（昭和22年）4月 - 日出町に女子中学校を設置[9]。
- 1948年（昭和23年）
  - 3月 - 日出町に女子高校を設置[9]。
  - 10月 - 校名を豊島岡女子学園中学校・高等学校に改称[9]。

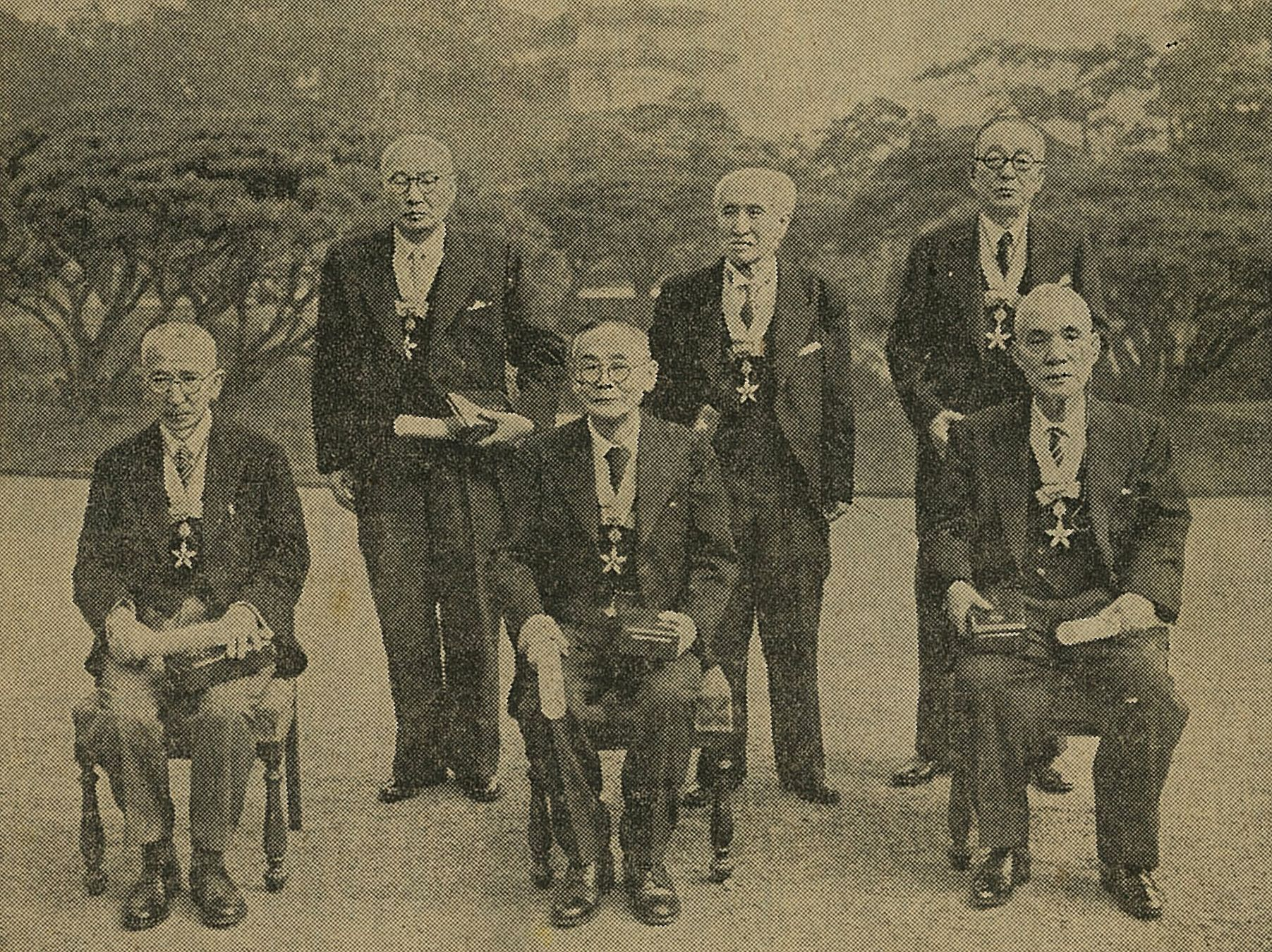
文化勲章授与式、前列中央が二木謙三

- 1955年（昭和30年）11月3日 - 二木謙三は文化勲章を授与される[14]。
- 1956年（昭和31年）7月 - 校舎を全面改築[9]。
- 1960年（昭和35年）- 二木賞を設け、中学・高校の各学部に年2回の学業優秀者（2名）を表彰[9]。
- 1962年（昭和37年）12月 - 二木謙三は学園長に就任し、第四代目理事長・望月一二と第五代目校長・二木友吉となる[9]。
- 1966年（昭和41年）11月1日 - 住居表示に伴い日出町三丁目から東池袋一丁目となる。
- 1972年（昭和47年）- 『豊島岡女子学園八十年史』刊行[15]。
- 1982年（昭和57年）5月 - 『創立九十周年記念誌』刊行[16]。『豊島岡女子学園九十年史』刊行[17]。
- 1992年（平成04年）5月 - 『豊島岡女子学園百年史』刊行[18]。
- 2002年（平成14年）4月 - 『豊島岡女子学園創立110周年記念誌』刊行[19]。
- 2012年（平成24年）- 創立120周年。
- 2018年（平成30年）- 文部科学省からスーパーサイエンスハイスクール (SSH) の指定を受ける（2022年度まで）[5]。
- 2022年（令和04年）4月 - 高校からの新規入学を停止して、完全中高一貫校に移行。

## 教育

### 教育方針
第四代校長・二木謙三が教育方針として、三項目を示した。

## 象徴

### 校章
大正時代の初めに作られ、創立に関わる人々の紋章である柏と梅に鳩をあしらっている。柏は邪気を払う神木、梅は好文木と称され、鳩は八幡神の使いで、今は平和のシンボルとして親しまれている。

### 制服
夏冬ともに同じ基本デザインの伝統的なセーラー服で、中高共通である。上着は夏が白色、冬が紺色である。セーラーカラーと袖口に白線が3本配され、スカートは紺色の前ひだである。本校ではネクタイと称する胸元のリボンの形が特徴的である。これは校章の「鳩」をかたどったもので、上級生が新入生に結び方を伝える伝統がある。

## カリキュラム
5教科（国語・社会・数学・理科・英語）に増加時間を確保し、特に英語・数学の授業時間数を多くしている。先取りした学習を行い、中学3年生の2学期に高校分野に進む。小テストを小刻みに実施し、習熟度を確認しながら基礎力を定着させている。基礎学力の充実だけでなく、思考力、表現力を養っている。
礼法・マナーは、社会に出て必須であり、場にふさわしいマナーを身につけた品位ある女性に成長して欲しいとの願いから、小笠原流の礼法・マナーに関する講義と、和室と洋室での立ち振舞いの指導を行っている。

## 学校行事

### 主な年間行事
- 4月 - 入学式、1学期始業式・オリエンテーション、クラブ紹介、入間体育、総合学習（中学）、遠足（高1）
- 5月 - 創立記念日、授業参観日（中学、高1）、中間考査
- 6月 - 進学懇談会、修学旅行（高2、九州・中国地方）、高校立会演説会、個人面談
- 7月 - 期末考査、総合の時間、豊島岡１日体験、1学期終業式、林間学校（高1、中1、小諸林間学校）、海外研修（中1、高1・2、希望者）、夏期講習（中3、高１・2・3、希望者）
- 8月 - 林間学校（中1、小諸林間学校）、夏期講習（中3、高1・2・3、希望者）、異文化体験研修（中2、希望者）、エンパワーメントプログラム（高1・2、希望者）
- 9月 - 2学期始業式、避難訓練、全校運針記録会、豊島岡生による学校紹介、入間体育、修学旅行（中3、京都奈良）、宿泊研修（中2、東北）
- 10月 - 運動会（入間総合グラウンド）、中間考査
- 11月 - 桃李祭（文化祭）、中学立会演説会、個人面談
- 12月 - 期末考査、2学期終業式
- 1月 - 3学期始業式、英語弁論大会（中学）、SSH生徒研究発表会（高1）
- 2月 - 英語ディベート大会（高1）、合唱コンクール（中学、東京芸術劇場）
- 3月 - 学年末考査、総合的な学習（中1・2、校外学習）、Academic Day、SSH生徒研究発表会、3学期終業式、卒業式、ボストン短期研修（高1・2、希望者）

### 文化祭
『桃李祭』といい、毎年文化の日前後に行われる。これは「桃李（とうり）言（い）わざれども下（した）自（おの）ずから蹊（みち）を成（な）す」『史記・李将軍・賛』（桃やスモモは何も言わないが、実が美味しいので人が集まってきてその下に自然と道が出来るの意）の故事成語による。来場者は毎年1万数千人を誇る。

## 部活動
部活は全員参加となっている。

### 文化系部
文芸部、政経部、地歴部、数学部、生物部、科学部、天文部、英語劇部、高校英会話部、美術部、漫画イラスト部、書道部、コーラス部、ギター部、マンドリン部、吹奏楽部、軽音楽部、弦楽合奏部、洋裁部、手芸部、割烹部、演劇部、新聞部、珠算部、放送部、映画部、写真部、囲碁部、将棋部、コンピュータ部、英文タイプ部、花道部、茶道部、琴部、礼法部、百人一首部、クイズ研究部。
書道部
日本書道美術院 - 教育部展で入賞
コーラス部
中学校、高等学校ともに2010年以後は全日本合唱コンクールやNHK全国学校音楽コンクールの全国大会へ多く出場しており、そのほとんどで金、銀、銅賞を受賞している。
- 全日本合唱コンクール全国大会
  - 中学校部門
    - 1996年度同声合唱の部 銅賞[21]
    - 2003年度同声合唱の部 銅賞[22]
    - 2006年度同声合唱の部 銀賞[23]
    - 2010年度同声合唱の部 金賞[24]
    - 2011年度同声合唱の部 金賞・文部科学大臣賞[25]
    - 2015年度同声合唱の部 銀賞[26]
    - 2016年度同声合唱の部 金賞[27]
    - 2018年度同声合唱の部 金賞・長野市長賞[28]
    - 2022年度同声合唱の部 金賞・青森市長賞

  - 高等学校部門
    - 2010年度Aグループ 金賞・文部科学大臣賞[24]
    - 2015年度Bグループ 銀賞[26]
    - 2016年度Bグループ 銀賞[27]
    - 2018年度Bグループ 金賞[28]
    - 2019年度Bグループ 金賞
    - 2021年度Bグループ 銀賞
    - 2022年度Bグループ 銀賞
- NHK全国学校音楽コンクール全国コンクール
  - 中学校の部
    - 2011年度 銀賞[29]
    - 2012年度 優良賞
    - 2013年度 金賞・内閣総理大臣杯[29]
    - 2014年度 銅賞[29]
    - 2016年度 金賞・内閣総理大臣杯[29]
    - 2017年度 銀賞[29]
    - 2018年度 金賞・内閣総理大臣杯[29]
    - 2019年度 銅賞[29]
    - 2022年度 銅賞

  - 高等学校の部
    - 2010年度 銅賞[30]
    - 2011年度 優良賞
    - 2012年度 銅賞[30]
    - 2013年度 銅賞[30]
    - 2014年度 優良賞
    - 2015年度 銅賞[30]
    - 2016年度 優良賞
    - 2017年度 銅賞[30]
    - 2018年度 銀賞[30]
    - 2019年度 金賞・内閣総理大臣杯[31]
    - 2021年度 銅賞
    - 2022年度 銀賞・文部科学大臣賞
    - 2023年度 金賞・内閣総理大臣杯

吹奏楽部
東京都高等学校吹奏楽コンクールで金賞を受賞している。
囲碁部
2006年度、2014年度に全国高校囲碁選手権大会団体女子の部で優勝、2012年度全国高等学校囲碁選抜大会女子の部で団体優勝している。
その他の文科系受賞歴
- 国土地理院公募の地図記号 - 佳作2点
- 第57回（2005年度）高円宮杯全日本中学校英語弁論大会2位[35]
- 第1回『キャリア甲子園』（2014年）（運営：マイナビ）優勝[36]

### 運動系部
バレーボール部、バスケットボール部、テニス部、卓球部、ダンス部、体操部、エアロビクス部、登山部、水泳部、剣道部、桃李連、舞踊研究部。
ダンス部
桃李祭（文化祭）での講堂における公演が毎年入場制限になるほどの人気を博す。
剣道部
過去にインターハイ出場の経験がある。
桃李連
全国の女子高の中で唯一の阿波踊り部である。毎年8月には豊島区大塚でのお祭りに参加するほか、ラジオ・新聞への出演もしている。

## スーパーサイエンスハイスクール (SSH)
2018年度から2022年度までの5年間、文部科学省のスーパーサイエンスハイスクール (SSH)（開発型）に指定されている。研究開発課題は「科学的思考力で人類が抱える問題解決に貢献できる女性の育成」で、教科の枠を超えた課題を探究するAcademic Dayやモノづくりプロジェクト、グローバルな視点を育む海外研修や模擬国連活動などを行っている。

## 入試
中学入試は、2月2日（第1回）、2月3日（第2回）、2月4日（第3回）の3回実施している。 募集人員はそれぞれ160名、40名、40名（計240名）で、国語（100点、50分）・算数（100点、50分）・理科/社会（100点、50分）の4教科である。

## 進路
2025年度の合格実績は、東京大学が19名、早稲田大学が111名、慶應義塾大学が75名などで、系統別合格者割合は、理学・工学（27.1%）、医学（17.0%）、経済学・経営学・商学（15.2%）、法学（13.1%）、人文科学（11.5%）、薬学（6.7%）、農学・獣医学（3.8%）、社会学（2.8%）、語学・国際関係学（2.3%）、歯学（0.4%）、教育学（0.1%）。

## 学校施設
- 本校舎 - エントランス、ホワイエ、講堂、図書館、試食室、食堂、ギャラリー、展示ケース、茶室、音楽室、物理室、実験室、トレーニングルーム、体育館、屋上プール
- 入間総合グラウンド - 埼玉県入間市豊岡4-7-44、西武池袋線 入間市駅下車 徒歩約12分
- 小諸林間学校 - 長野県小諸市甲4756、しなの鉄道 小諸駅下車、高峰高原行バス 御衣黄の里停留所下車 徒歩約5分

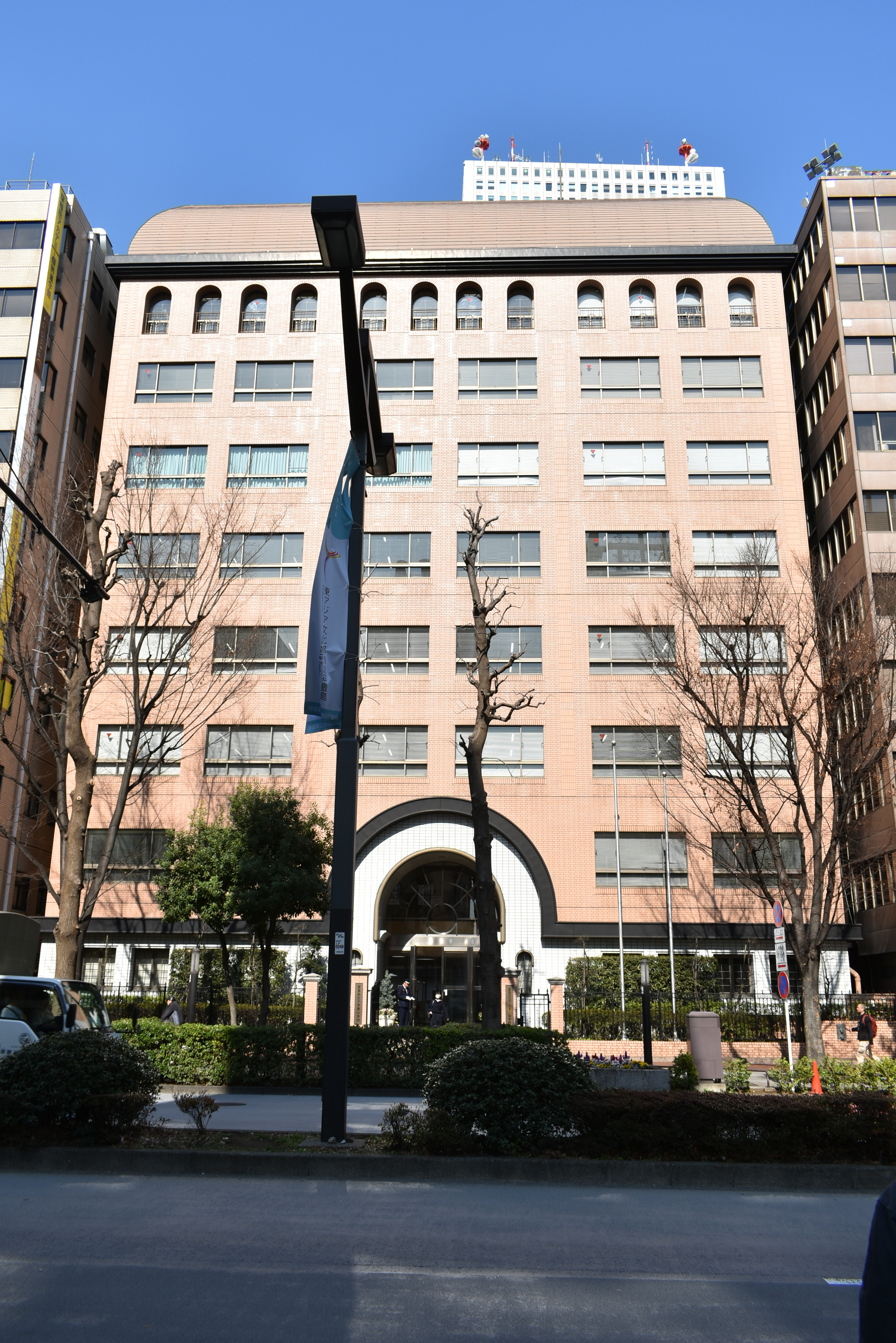
南西側外観（2019年3月12日撮影）
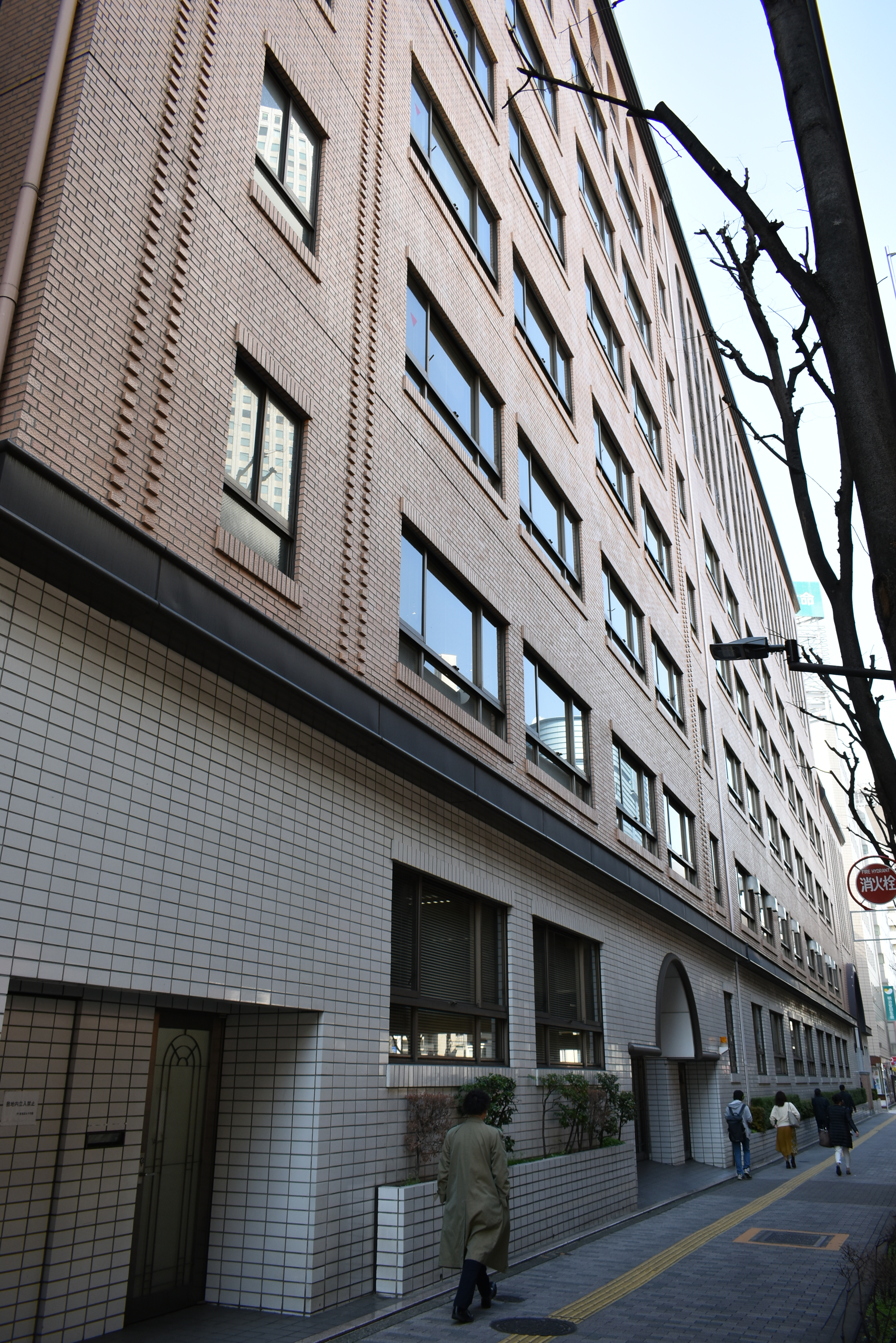
東側外観（2019年3月12日撮影）
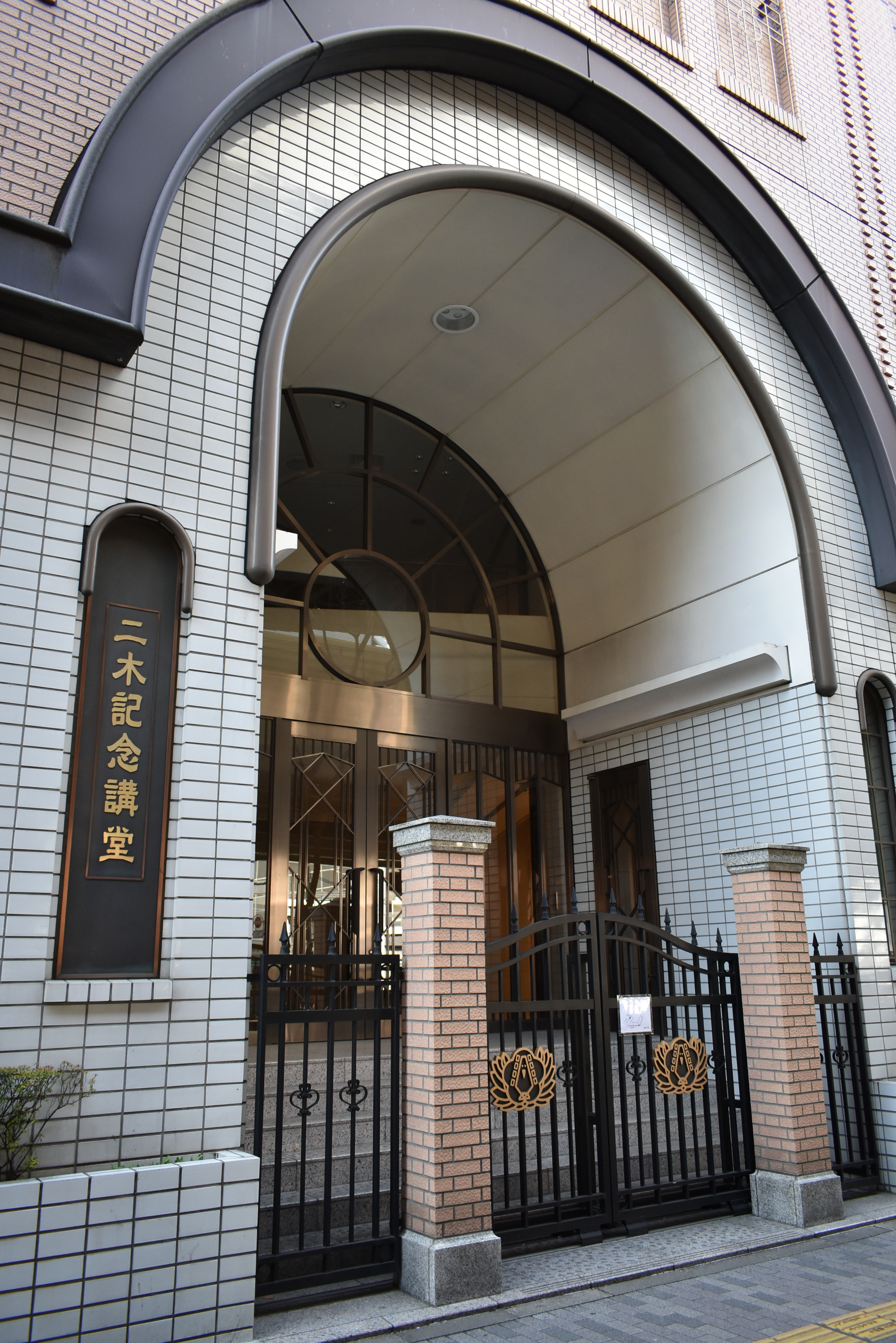
東側「二木記念講堂」入口（2019年3月12日撮影）

## 交通機関
- JR・東京メトロ・西武線・東上線池袋駅 - 徒歩7分
- 東京メトロ有楽町線東池袋駅 - 徒歩2分
- 都電荒川線東池袋駅 - 徒歩2分

## その他
- 東京2020オリンピック開会式（2021年7月23日）で、本校コーラス部の生徒12人（女声）と福島県立郡山高等学校の生徒8人（男声）で編成された混声合唱団がオリンピック賛歌を合唱した[38]。

## 著名な関係者

### 教員
- 二木謙三 - 第4代校長、細菌学者・医師
- 二木謙一 - 元校長、現理事長

### 出身者
- 澤蘭子（中退） - 宝塚歌劇団卒業生、元女優、元歌手
- 米川敏子 - 生田流箏曲家
- 坪内美子 - 女優
- 桂木美加 - 女優
- 内藤やす子（中退） - 歌手
- 夏木マリ - 女優
- くらもちふさこ - 漫画家
- 速水典子 - 女優
- 風羽玲亜 - 元宝塚歌劇団宙組の男役
- 吉田涙子 - 文化放送報道記者・元アナウンサー
- 篠原さなえ - ナレーター、リポーター
- 倉本康子 - ファッションモデル
- 山本真純 - 元日本テレビアナウンサー
- akiko - ジャズシンガー
- 本間智恵 - テレビ朝日アナウンサー
- 浅見敬子 - 2012年～ラグビー日本代表女子監督、元体育教員
- 田中東子 - 社会学者
- 小出涼子 - フリーアナウンサー
- 枇谷玲子 - 翻訳家
- 柏原愛里 - 元キャスター
- 浅見真紀 - プロ雀士
- 白河雪菜 - プロ雀士
- 大筋由里桂 - 医師、元タレント、元キャスター
- 大川咲也加 - 宗教家
- 能條桃子 - 「NOYOUTHNOJAPAN」代表理事、「FIFTYS PROJECT」代表
- 日野鏡子 - 小説家

## 関連書籍
- 『新式 裁縫教授書 上・下』樋口米子著、麹町区飯田町6丁目8番、東京女子裁縫専門学校、明治25年8月23日
- 『弘道』191「家庭 歌俳修身美談―御伽猿 下 海老茶袴の戒 東京家政女學校を觀る」日本弘道会、明治41年2月 pp.19-24
- 『男女 学校評判記 完』太田英隆著「東京家政学校」明治教育会、明治42年2月3日 pp.106-107
- 『現代仏教 14 3月号』「牛込高等女学校」大雄閣書房、昭和12年3月 p.111
- 『学校図書館』「わが校の図書館あんない 東京・豊島岡女子学園中・高等学校 井出久実子」全国学校図書館協議会、pp.70-71、1990年1月。
- 『近代建築』「豊島岡女子学園 二木記念講堂 協立建築設計事務所」近代建築社、2001年8月。